# Solange Lourenço Gomes
Solange Lourenço Gomes (Campinas,17 de maio de 1947 - Rio de Janeiro, 1 de agosto de 1982) foi militante do Movimento Revolucionário Oito de Outubro (MR-8), movimento de ideologia socialista que promoveu uma luta armada contra a Ditadura Militar.
É um dos casos investigados pela Comissão da Verdade, que apura mortes e desaparecimentos na ditadura militar brasileira.
Solange era perseguida por integrar movimentos contra o período ditatorial e após sofrer um surto psicótico, entregou-se à polícia e em decorrência de sua condição mental, revelou informações como nomes de companheiros de militância. Ao sair da prisão, suicidou-se aos 35 anos, após se jogar da janela do apartamento no qual morava, no Rio de Janeiro.

## Biografia
Filha de Alcides Lourenço Gomes e Helena Martins de Camargo Lourenço Gomes, Solange nasceu na cidade de Campinas, interior de São Paulo, no dia 13 de maio de 1947. Ainda nova, mudou-se para o Rio de Janeiro e passou a estudar no Colégio Andrews onde fez o chamado curso clássico. Em 1966, iniciou os estudos na Universidade Federal do Rio do Janeiro, onde cursava psicologia. Na faculdade, participou de diversos grupos de estudos marxistas e militou no PCBR. Dois anos depois, em 1968, juntou-se à Dissidência da Guanabara, grupo que mudaria de nome para MR-8 anos depois. No Rio, Solange morava na clandestinidade com Daniel Aarão Reis Filho, dirigente do MR-8 na época, hoje historiador e um dos maiores especialistas em ditadura militar. Solange acabou sendo denunciada pela fiadora do imóvel onde morava com Daniel por um suposto envolvimento no caso do sequestro do embaixador americano Charles Burke Elbrick, em 1969. Também entrou para o grupo de Organização Pará-Partidária (OPP). Nele, realizou alguns assaltos a banco e carros além de trabalhos de agitação e propaganda na cidade do Rio de Janeiro. Integrou depois a Frente de Trabalho Armado e a Frente Operária.
Por perseguições políticas, Solange mudou-se para a Bahia no final do ano de 1970. Durante uma panfletagem, no início de março de 1971, na reinauguração do estádio Fonte Nova, em Salvador, Solange sofreu um grave surto psicótico e entregou-se à polícia declarando-se como subversiva e revelando informações sobre o MR-8. Segundo Gilberto Lourenço Gomes, irmão de Solange, ela foi útil para a repressão por conta disso. 
Foi brutalmente torturada e vítima de abusos sexuais nas dependências da ditadura militar em Salvador e no Doi-Codi do Rio de Janeiro.

## Internação
Em 6 de junho de 1972, Solange foi julgada inimputável na Justiça Militar na 2ª Auditoria do Exército, no Rio de Janeiro e sentenciada a pena no manicômio judiciário por, no mínimo, dois anos. No entanto, seu advogado conseguiu que ela cumprisse a pena na prisão, pois acreditava que o manicômio seria mais danoso para sua saúde mental. 
Suas companheiras de cárcere, Zenaide Machado de Oliveira, Rosalina Santa Cruz, Jessie Jane Vieira de Souza e Ana Bursztya Miranda, relatam que Solange era alegre, inteligente e que tentava manter seus interesses e seus vínculos vivos, apesar de viver em um constante estado de delírio.

## Morte
Solange foi solta do cárcere em 10 de setembro de 1973, saiu da prisão necessitando de tratamento psicológico. Depois disso, cursou medicina e casou-se, em 1980, com o autor Celso Pohlmann Livi. Em 1 de agosto de 1982, jogou-se da janela de seu apartamento, que ficava na Rua Barão da Torre, no Rio de Janeiro e acabou falecendo no Hospital Municipal Miguel Couto. A tortura física e mental sofrida por Solange é considerada como um dos fatores que levaram à sua morte. No requerimento apresentado à Comissão Especial Sobre Mortos e Desaparecidos Políticos (CEMDP) seu marido disse que Solange estava em constante tratamento psiquiátrico e anexou a seguinte declaração do psiquiatra Alberto Quielli Ambrósio “Durante estes anos pude testemunhar seu enorme esforço para recuperar-se do grave quadro psiquiátrico, psicótico, conseqüência de sua prisão em 1971. As torturas físicas e mentais a que foi submetida enquanto presa fizeram-na revelar nomes de companheiros de movimentos políticos, bem como um seu “depoimento”, no qual se dizia arrependida e renegava sua militância, foi amplamente divulgado em jornais, denegrindo [sic] sua moral enquanto mulher. Estes fatos fizeram-na sentir-se sempre culpada pela desgraça e morte de pessoas. O suposto documento assinado por Solange era na verdade uma matéria sensacionalista intitulada "Sexo é arma para atrair os jovens à subversão", publicada pela imprensa brasileira da época, que era pró Ditadura. Ajudada por nossos esforços, de sua família e marido, Solange obteve muitas e significativas melhoras, mas não conseguiu conviver com tantas marcas – insuperáveis – e continuar viva”. 
O relator do processo no CEMDP Belisário dos Santos Júnior também culpa a tortura como motivo que levou Solange à morte "Perfeitamente coerente e razoável entender verificada a clara vinculação entre o evento morte por suicídio e a prisão anterior por motivos políticos, com os constrangimentos inerentes, entre eles as publicações do suposto arrependimento”. Rosalina Santa Cruz, sua companheira de cárcere, considera Solange como uma das maiores vítimas do regime "Ela foi usada, foi um joguete da repressão. Ficou 90 dias sendo torturada pelo DOI-Codi. Tenho certeza que isso deixou traumas irreversíveis”. Rosalina também conta que, além dos surtos psicóticos, Solange sofria constantes lapsos de memória "Uma vez o pai dela foi visitá-la. Ela desceu feliz, mas voltou rápido para cela. Disse que aquele não era o pai dela".
Para o deputado Adriano Diogo (PT), presidente da Comissão da Verdade na Assembleia Legislativa, Solange foi usada como instrumento da ditadura "Ela era uma menina e foi acusada até de dedurar Lamarca. Mas nunca foi provado isso. Foi provado sim que a ditadura usava a condição psicológica dela para usá-la de bode expiatório.”

## Indenização
Após um pedido do marido Celso Pohlmann Livi à Comissão Especial de Mortos e Desaparecidos Políticos (CEMDP) para que o Estado brasileiro assuma a responsabilidade na morte de Solange. Foi definido em sessão especial da Comissão de Anistia realizada no dia 15 de maio de 2009, na antiga sede da União Nacional dos Estudantes (UNE), onde Solange foi reconhecida como anistiada política, que seu marido receberá, em parcela única, uma indenização no valor de 100 mil reais.